# مقاطعة فيير
فيير (بالمجرية: Fejér megye) هي مقاطعة إدارية في المجر المركزية. أنها تقع على الضفة الغربية من نهر دانوب, وليست بعيدة من بحيرة بالاتون. أنها تشارك حدودها من المقاطعات المجرية فسبرم، كوماروم-إستركوم، بشت، باتش-كيشكون، تولنا, وشومود. عاصمة مقاطعة فيير هي شالغوتريان.

## جغرافية

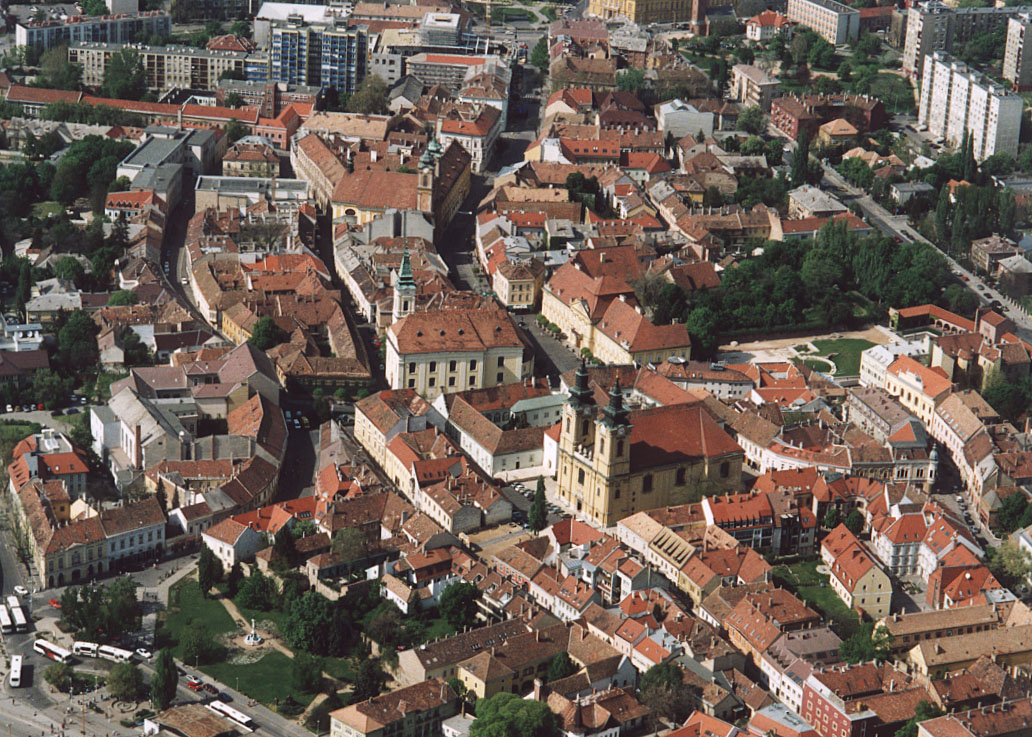
صورة جوية لشالغوتريان - المجر

جغرافيا مقاطعة فيير تحتوي على الكثير من التضريس المتشكلة، جزئها الجنوبي يشبه وموصول إلى السهل العظيم. الأماكن الآخرى مليئة بالتلل مثل باكوني وفرتس وجريش. بحيرة فلنتسة مجودة هناك وتعتبر نقطة سياحية مشهورة.

## تاريخ

### قبل الغزو
المنطقة كانت مسكونة من قبل 20000 سنة. عندما كانت تلك المنطقة من المجر تُشكل جزء من إقليم روماني يدعى بانونيا، عددٌ من المستوطنات قد مكثت هناك: العاصمة كانت جورسيوم، ولكن كان هناك قريات مهمة آخرى في نفس مكان وجود بركاس دوناويفاروس حاليا (كانوا يدعان آناماتيا وإنتركيسا في السابق). في العصور الوسطى الهون والآفار اليورو آسياويين قد سكنوا في المنطقة. في 586 عددٌ من الرحل أتوا إلى المنطقة حتى الغزو من المجريين في اواخر القرن التاسع.

### من الغزو حتى الاحتلال العثماني
المجريون وصلوا هناك ما بين عام 895 و900. الأمير سكن في تلك المنطقة. قرية فيهرفار (حاليا شالغوتريان) أصبحت معروفة كعرش الأمير جيزا. تحت حكم إبنه الملك اشتفان، أصبحت المدينة عاصمة المقاطعة المشكلة حديثا. ملوك المجر تُوجوا ودُفنوا في تلك البلدة حتى القرن السادس عشر.

### فيير تحت الاحتلال العثماني
مقاطعة فيير أصبحت ملك العثمانيين بين عام 1543 و1688. عددٌ من القرى قد دُمر، وعدد السكان نزل بشكل كبير. بعد التحرير من الحكم العثماني، تم الاعتراف بالإدارة المحلية في 1692. استرجعت شالغوتريان مكانتها فقد بعد عام 1703.

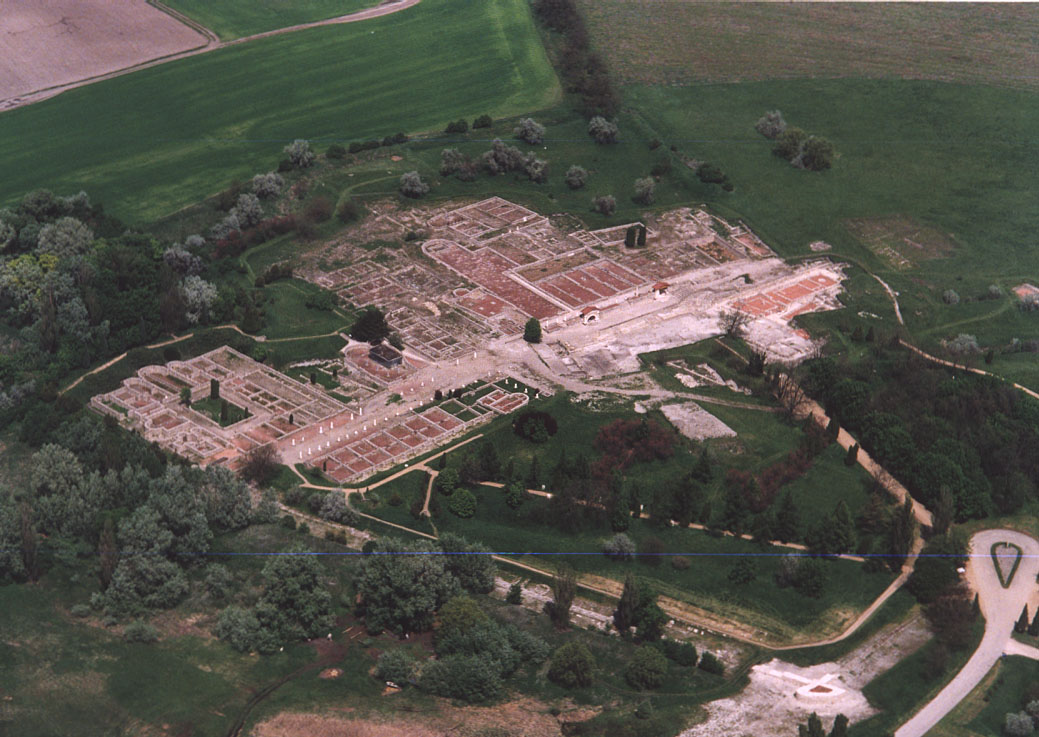
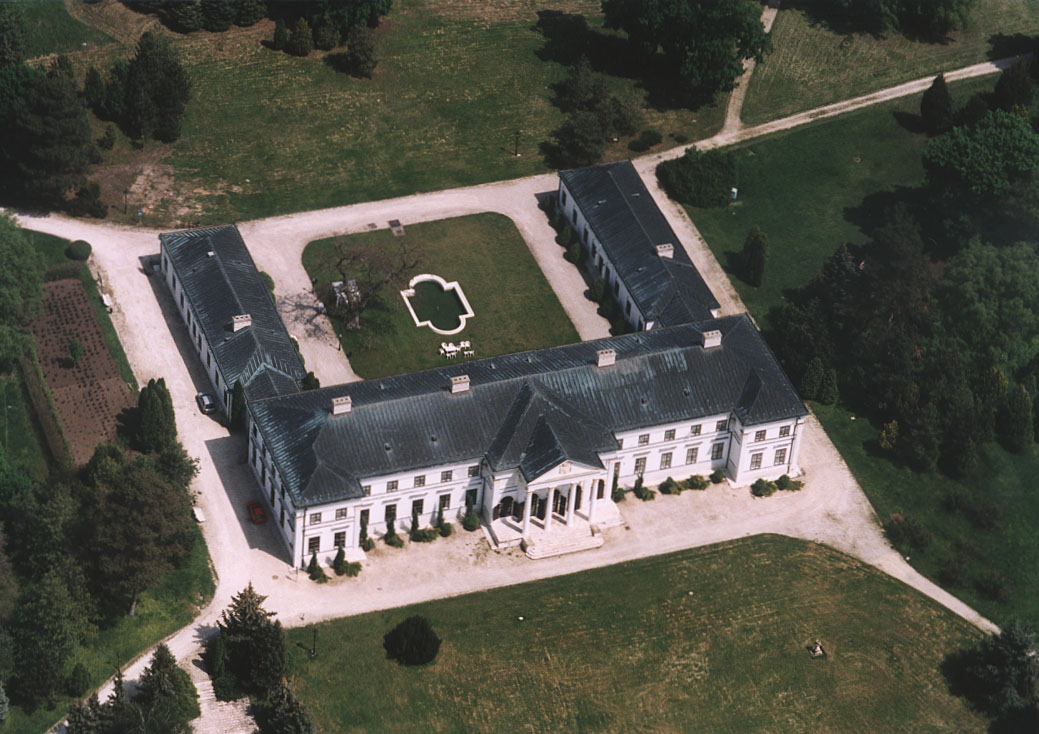
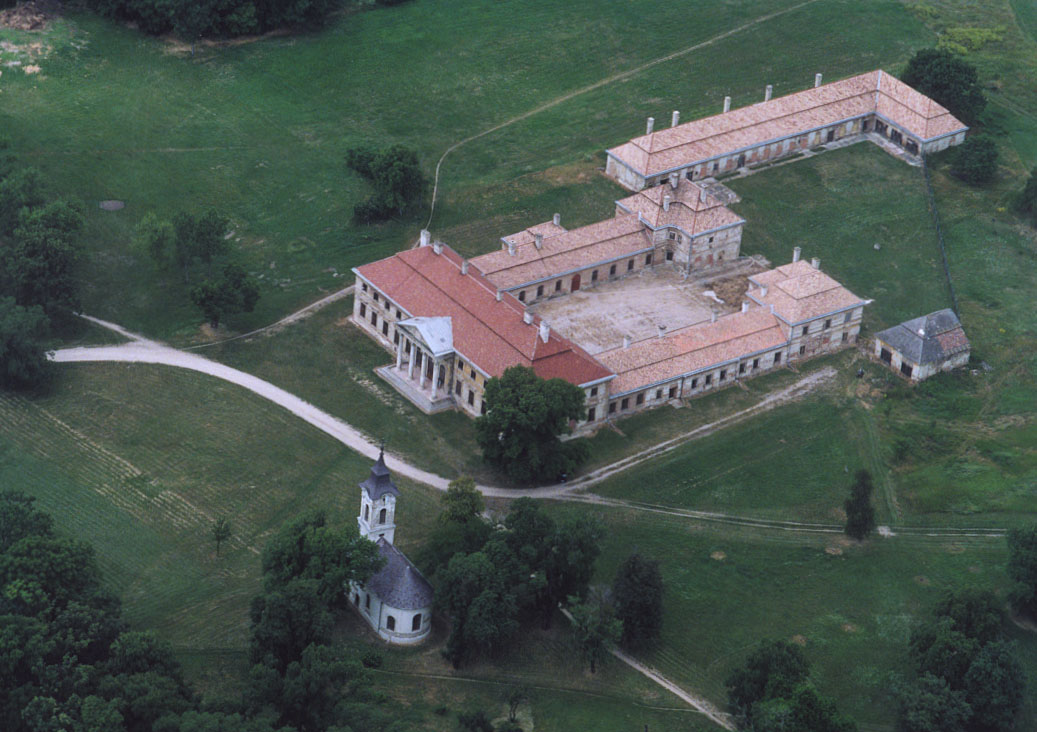
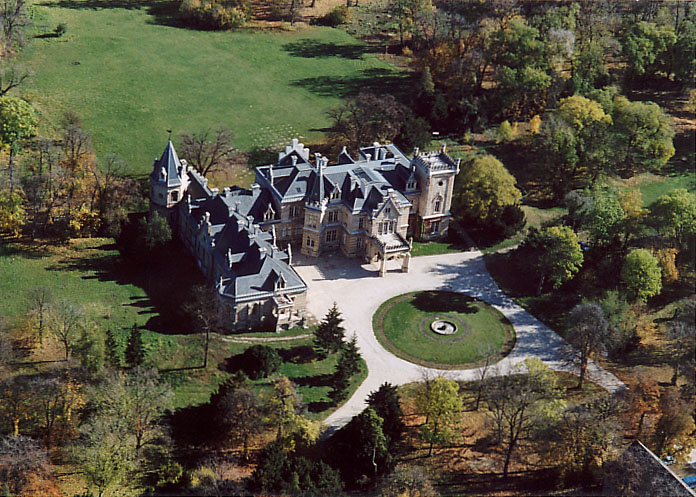
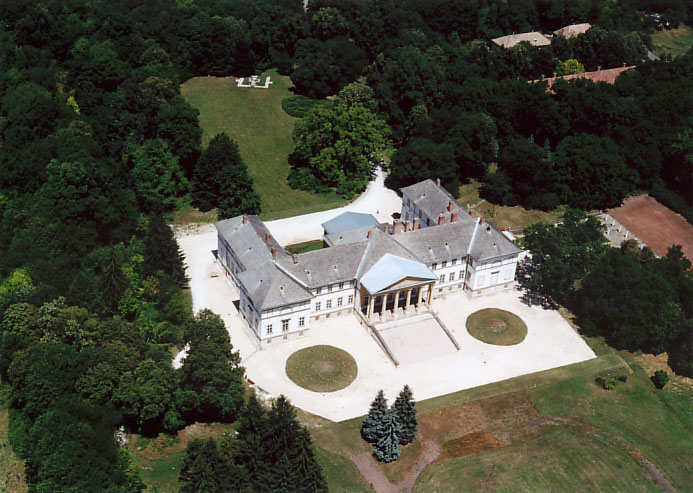
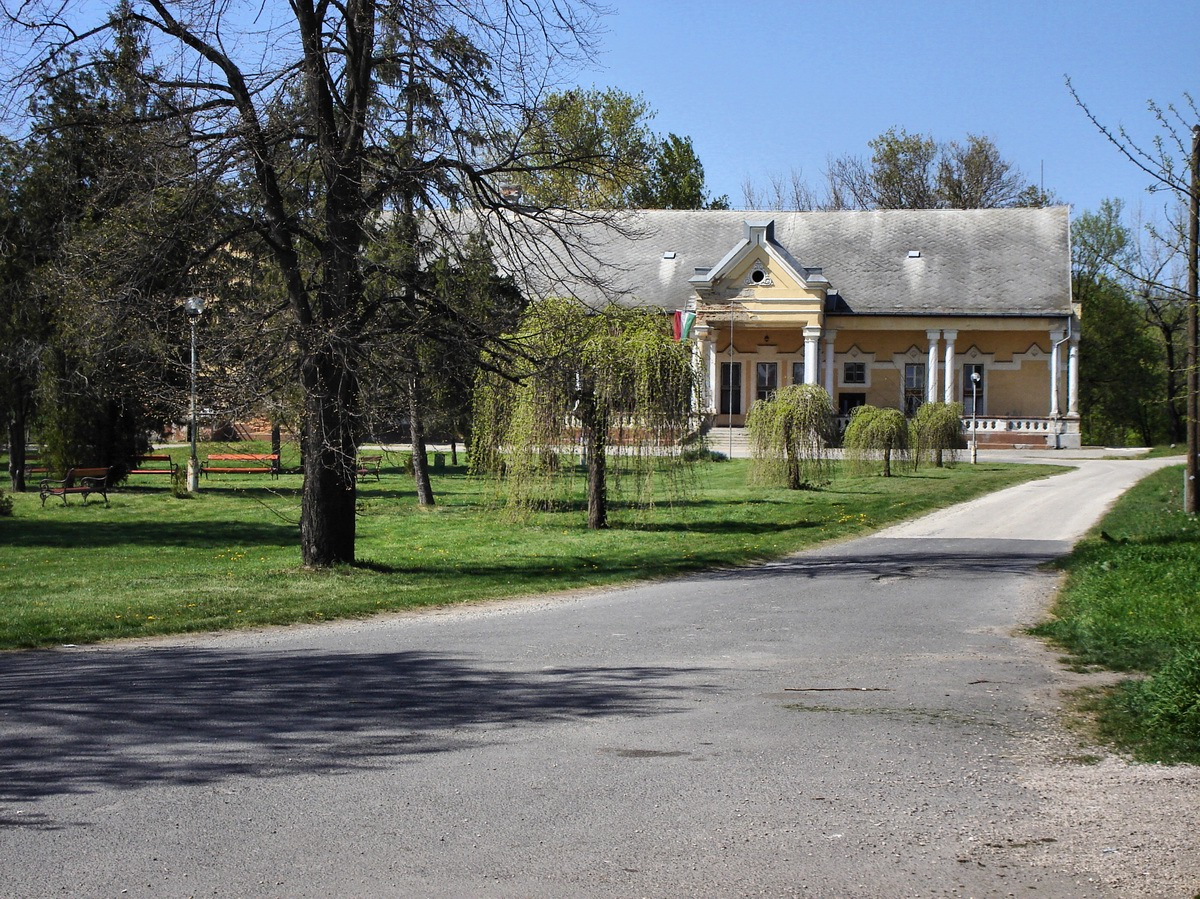